# I Want You for Me/Il paese che dico io
I Want You for Me/Il paese che dico io è il terzo singolo del cantante italiano Gene Guglielmi, pubblicato nel 1968 dall'etichetta General Sound Company.

## Tracce
1. I Want You for Me (Gene Guglielmi, Alberto Testa e Tullio Gallo)
2. Il paese che dico io (Gene Guglielmi, Alberto Testa e Tullio Gallo)